# Костылева, Елена Геннадьевна
Еле́на Геннадьевна Ко́стылева (урождённая Попова; род. 30 октября 1977, Новосибирск) — российская поэтесса, журналистка, психоаналитик, политический активист, художник-акционист. Участница арт-группы «Война» и их акций «Ебись за наследника Медвежонка» (2008) и «Пошто пиздили куру?» (2010).

## Биография
Родилась 30 октября 1977 года в Новосибирске.
Окончила философский факультет МГУ, затем Институт практической психологии и психоанализа (ИППиП) в Москве и магистратуру Европейского университета в Санкт-Петербурге.

## Литературная деятельность
Литературным учителем считает поэта Дмитрия Кузьмина:
Дмитрий Кузьмин и сообщество «Вавилон» сформировали меня как поэта. Я ему благодарна за то, что на самых ранних этапах он буквально сидел со мной и с карандашом разбирал мои стихи.
Её стихотворения были опубликованы в разделе «Впервые в Вавилоне» в 6-м выпуске (1999) литературного альманаха «Вавилон» под редакцией Кузьмина под именем Елена Попова. В 7-м выпуске альманаха (2000) стихотворения опубликованы под именем Елена Костылева (Попова). За них поэт попала в шорт-лист премии «Дебют» 2000 года. В 8-м выпуске (2001) альманаха стихи опубликованы под именем Елена Костылева.
Автор поэтических сборников «Легко досталось» (Kolonna publications, 2001), «Лидия» (Kolonna publications, 2009), «День» (Порядок слов, 2019), Cosmopolitan (Новое литературное обозрение, 2023). Книга «Лидия» вошла в короткий список Премии Андрея Белого 2009 года.

В ранних стихах Костылева говорит о себе: 
я это плохой воденников недобитый львовский.
Стихи, статьи и рецензии печатались в журналах «Митин журнал», «Новое литературное обозрение», «Сеанс», «Логос», в десятках популярных изданий: «Большой город», «Афиша», «Афиша-Мир», Esquire, Harper’s Bazaar, Cosmopolitan, на сайтах «Газета.ru», OpenSpace.ru, Colta.ru, «Сноб» и других. В 2015 году опубликовала репортаж и колонку в издании «Такие дела».
Стихотворения включены в несколько антологий, переведены на английский, французский, итальянский, греческий, китайский языки.
Жила в Праге. Является соавтором путеводителя «Афиши» по Праге.
С 2019 года является членом кураторской команды Премии Аркадия Драгомощенко, в которую также входят Галина Рымбу и Никита Сунгатов.

## Критика
О диалоге Костылевой с поэзией Станиславом Львовского, Александра Анашевича и Веры Павловой пишет Дмитрий Кузьмин. По мнению Кирилла Корчагина Костылева относится к первой волне поколения «Дебют», как и Данила Давыдов и Марианна Гейде, и в этом поколении играет роль преемника Львовского и Анашевича, равняется на стихотворения Елены Фанайловой. Характерной чертой книги «Лидия» (2009) Корчагин называет «болезненное переживание социального бездействия».
По мнению поэтессы Евгении Риц, в книге «День» (2019) Костылева обращается к лианозовцам (прежде всего к Всеволоду Некрасову), а также к предшественникам и современникам: Львовскому, Фанайловой и Галине Рымбу.

## Акционизм
Была участницей арт-группы «Война». Принимала непосредственное участие в одной из наиболее известных российских акций «Ебись за наследника Медвежонка» на тему президентских выборов в марте 2008 года, главным кандидатом на которых был Дмитрий Медведев. 10 человек, среди которых была Елена и её  на тот момент муж, занялись сексом в одном из залов Государственного биологического музея имени К. А. Тимирязева.
В 2010 году вместе с Леонидом Николаевым (Лёней Ёбнутым) совершила акцию «Пошто пиздили куру?, или Сказ о том, как Пизда Войну кормила». Елена украла в петербургском супермаркете «Находка» замороженную курицу, поместив её в вагину.

## Публикации
- Легко досталось. — Тверь: Kolonna publications, 2001. — 32 с.
- Лидия. — Тверь: Kolonna publications, 2009. — 74 с.
- День. — СПб.: Порядок слов, 2019. — 52 с.
- Cosmopolitan. — Москва: Новое литературное обозрение, 2023. — 150 с. — (Новая поэзия : НВП). — 300 экз. — ISBN 978-5-4448-1996-8.

## Личная жизнь
Первый муж — кинокритик и медиадеятель Антон Костылев (1969—2014).
Имеет двух детей.